# Chiasmoneurella edwardsiana
Chiasmoneurella edwardsiana är en tvåvingeart som beskrevs av Loïc Matile 1973. Chiasmoneurella edwardsiana ingår i släktet Chiasmoneurella och familjen platthornsmyggor.
Artens utbredningsområde är Uganda. Inga underarter finns listade i Catalogue of Life.